# Sporobolus myrianthus
Sporobolus myrianthus är en gräsart som beskrevs av George Bentham. Sporobolus myrianthus ingår i släktet droppgräs, och familjen gräs. Inga underarter finns listade i Catalogue of Life.